# Torsten Schack Pedersen
Torsten Schack Pedersen (ur. 26 czerwca 1976 w Farsø) – duński polityk, deputowany, od 2024 minister bezpieczeństwa społecznego i gotowości kryzysowej.

## Życiorys
Kształcił się w szkole handlowej w Thisted, w 2004 uzyskał magisterium z ekonomii na Uniwersytecie Kopenhaskim. Zaangażował się w działalność polityczną w ramach liberalnej partii Venstre. W latach 2001–2003 był przewodniczącym jej młodzieżówki Venstres Ungdom. Pracował następnie w sektorze komunikacji. W 2005 po raz pierwszy został wybrany na posła do Folketingetu. Mandat deputowanego uzyskiwał następnie w 2007, 2011, 2015, 2019 i 2022.
W sierpniu 2024 objął stanowisko ministra bezpieczeństwa społecznego i gotowości kryzysowej w drugim rządzie Mette Frederiksen.

## Życie prywatne
Mąż polityk Louise Schack Elholm.